# Superior Taste Award
De Superior Taste Award is een  jaarlijkse prijs die wordt uitgereikt door het International Taste & Quality Institute (ITQI) sinds 2005.

## Beoordeling
Jaarlijks worden een honderdtal internationale topchefs samengebracht als jury. 
De producten worden beoordeeld op zicht, geur, mondervaring, nasmaak en textuur. 
De producten worden blind geproefd en indien ze een score van meer dan 70 behalen ontvangen deze producten een Superior Taste Award.

Er zijn drie onderscheidingen
- Notable Taste - één gouden ster voor een score tussen 70% en 80%
- Remarkable Taste - twee gouden sterren voor een score tussen 80% en 90%
- Exceptional Taste - drie gouden sterren voor een score  boven 90%

Producten die doorheen de jaren meerdere keren werden onderscheiden kunnen een extra onderscheiding ontvangen. 
- Crystal Taste Award voor producten die 3 opeenvolgende jaren met drie gouden sterren bekroond werden.
- Diamond Taste Award voor producten die 7 van de 10 laatste jaren met drie gouden sterren bekroond werden.

## Edities
| Jaar | datum ceremonie | Plaats                                               | Jury | Producten (Producten - landen) | Opmerkingen    |
| ---- | --------------- | ---------------------------------------------------- | ---- | ------------------------------ | -------------- |
| 2005 |                 |                                                      |      |                                |                |
| 2006 | 19 mei          | Château Sainte-Anne in Brussel.                      |      |                                |                |
| 2007 | 1 juni          | Brussel                                              |      | )                              |                |
| 2008 | 29 mei          | Brussel                                              | ?    | 710                            |                |
| 2009 | 4 juni          | Brussel                                              | ?    | 796 (290 - 75)                 |                |
| 2010 | 27 mei          | Brussel                                              | 120  | 950 (? - 60)                   |                |
| 2011 | 26 mei          | Brussel                                              | 120  |                                |                |
| 2012 | 31 mei          | Erasmushogeschool Brussel                            | 120  |                                |                |
| 2013 | 30 mei          | Erasmushogeschool Brussel / Concert Noble in Brussel | 120  | +1200 (480 - 89)               | Gastland Japan |
| 2014 | 5 juni          | Brussel                                              | 120  | 1257 (? - 75)                  |                |
| 2015 | mei juni        | Brussel                                              | 120  | ca 1300 (?-?)                  |                |
| 2016 | 2 juni          | Brussel                                              | 120  | 1385                           |                |
| 2017 | 14 juni         | Brussel                                              | 125  |                                |                |